# Finlaysonia pierrei
Finlaysonia pierrei är en oleanderväxtart som först beskrevs av Julien Noël Costantin, och fick sitt nu gällande namn av Venter. Finlaysonia pierrei ingår i släktet Finlaysonia och familjen oleanderväxter. Inga underarter finns listade i Catalogue of Life.